# Alessia Pavese
Alessia Pavese (Alzano Lombardo, 15 luglio 1998) è una velocista italiana, medaglia di bronzo nella staffetta 4×100 metri agli Europei di Monaco di Baviera 2022.

## Biografia
Nata ad Alzano Lombardo, inizia ad avvicinarsi al mondo dell'atletica leggera nel 2008 da esordiente, praticando marcia nella Polisportiva Villese.
Nel 2014 da allieva fa il debutto con la maglia della nazionale U20 facendo parte della staffetta 4×200 metri indoor che ad Halle (Germania) stabilisce il primato italiano U20. Sempre nel 2014 partecipa ai Trials europei per i Giochi olimpici giovanili a Baku (Azerbaigian) arrivando 4ª in finale con 24"04 e qualificandosi per i Giochi olimpici giovanili. Un infortunio ai campionati italiani allievi a Rieti le impedisce poi di correre ai Giochi olimpici giovanili a Nanchino (Cina).
Nel 2015 vince il primo titolo italiano allievi individuale nella distanza dei 200 m piani. Partecipa poi ai Mondiali allievi a Cali (Colombia) dove arriva 7ª in finale con 23"86, a un passo dal record italiano U18 (23"83). Nel 2018 stabilisce il nuovo record personale sui 100 m piani con 11"63 e sui 200 m piani con 23"74. Nel 2019 partecipa alle World Relays a Yokohama (Giappone) e ai Mondiali assoluti a Doha (Qatar) con la staffetta 4×100 metri. Nello stesso anno abbassa ulteriormente il personale sui 200 m piani a 23"51.

## Record nazionali
Seniores
- Staffetta 4×100 metri: 42"14 ( Budapest, 25 agosto 2023) (Zaynab Dosso, Dalia Kaddari, Anna Bongiorni, Alessia Pavese)

Juniores (under 20)
- Staffetta 4×200 metri indoor: 1'36"76 ( Halle, 1º marzo 2014) (Ayomide Folorunso, Ilaria Verderio, Johanelis Herrera Abreu, Alessia Pavese)

## Progressione

### 200 metri piani
| Stagione | Tempo | Luogo          | Data      | Rank. Mond. |
| -------- | ----- | -------------- | --------- | ----------- |
| 2023     | 23"44 | Milano         | 14-5-2023 |             |
| 2022     | 23"96 | Rieti          | 2-6-2022  |             |
| 2021     | 23"55 | Rovereto       | 27-6-2021 |             |
| 2020     | 23"76 | Rieti          | 23-7-2020 |             |
| 2019     | 23"51 | Rieti          | 24-5-2019 |             |
| 2018     | 23"74 | Chaux-de-Fonds | 1-7-2018  |             |
| 2017     | 24"10 | Firenze        | 10-6-2017 |             |
| 2016     | 24"37 | Bressanone     | 11-6-2016 |             |
| 2015     | 23"86 | Cali           | 19-7-2015 |             |
| 2014     | 24"04 | Baku           | 31-5-2014 |             |

## Palmarès
| Anno | Manifestazione | Sede      | Evento      | Risultato  | Prestazione | Note                          |
| ---- | -------------- | --------- | ----------- | ---------- | ----------- | ----------------------------- |
| 2015 | Mondiali U18   | Cali      | 200 m piani | 7ª         | 23"86       | Miglior prestazione personale |
| 2017 | Europei U20    | Grosseto  | 200 m piani | Batteria   | 24"62       |                               |
| 2019 | Europei U23    | Gävle     | 200 m piani | Semifinale | 24"99       |                               |
| 2022 | Europei        | Monaco    | 4×100 m     | Bronzo     | 42"84       |                               |
| 2023 | Giochi europei | Chorzów   | A squadre   | Oro        | 426,5 p.    | [ 3 ]                         |
| 2023 | Mondiali       | Budapest  | 4×100 m     | 4ª         | 42"49       | [ 4 ]                         |
| 2024 | World Relays   | Nassau    | 4×100 m     | Batteria   | 43"08       |                               |
| 2025 | World Relays   | Guangzhou | 4×100 m     | Batteria   | 43"30       |                               |

## Campionati nazionali
- 1 volta campionessa nazionale assoluta della staffetta 4×100 m (2020)

2014
- 4ª ai campionati italiani allievi indoor, 200 m piani - 24"60
- Argento ai campionati italiani allievi indoor, 60 m piani - 7"82

2015
- Oro ai campionati italiani allievi (Milano), 200 m piani - 24"68
- 4ª ai campionati italiani allievi indoor, 200 m piani - 25"68

2016
- Argento ai campionati italiani juniores, 200 m piani - 24"49

2017
- Bronzo ai campionati italiani juniores indoor, 200 m piani - 24"71
- Argento ai campionati italiani juniores, 200 m piani - 24"10

2018
- Argento ai campionati italiani promesse, 200 m piani - 23"96
- 6ª ai campionati italiani promesse indoor, 60 m piani - 7"72

2019
- Bronzo ai campionati italiani assoluti (Bressanone), 200 m piani - 23"77
- Bronzo ai campionati italiani promesse, 200 m piani - 24"14
- Oro ai campionati italiani promesse, 4x100 m - 45"65
- Bronzo ai campionati italiani promesse indoor, 60 m piani - 7"56

2020
- Oro ai campionati italiani assoluti (Padova), 4×100 m - 45"44
- 6ª ai campionati italiani assoluti, 200 m piani - 24"16
- Bronzo ai campionati italiani promesse (Grosseto), 200 m piani - 24"06
- 6ª ai campionati italiani promesse indoor, 60 m piani - 7"63

2021
- 5ª ai campionati italiani assoluti, 200 m piani - 23"55

2022
- 4ª ai campionati italiani assoluti indoor (Ancona), 60 m piani - 7"47
- Bronzo ai campionati italiani assoluti (Rieti), 100 m piani - 11"48

2023
- Eliminata in batteria ai campionati italiani assoluti indoor (Ancona), 60 m piani - 7"48
- Bronzo ai campionati italiani assoluti (Molfetta), 100 m piani - 11"54

2024
- 6ª ai campionati italiani assoluti, 100 m piani - 11"63
- 6ª ai campionati italiani assoluti indoor, 60 m piani - 7"37

2025
- Argento ai campionati italiani assoluti (Caorle), 100 m piani - 11"43

## Altre competizioni internazionali
2018
- 5ª ai Giochi del Mediterraneo Under-23 ( Jesolo), 200 m piani - 24"24

2023
- Campionati europei a squadre di atletica leggera ( Chorzów)

2025
- Campionati europei a squadre di atletica leggera ( Madrid)